# Selsawet Hutawa
Der Selsawet Hutawa, Hutauski Selsawet (belarussisch Гутаўскі сельсавет; russisch Гутовский сельсовет) ist eine Verwaltungseinheit im Rajon Drahitschyn in der Breszkaja Woblasz in Belarus. Das Zentrum des Selsawets ist das Dorf Hutawa. Hutauski Selsawet liegt im Osten des Rajons und umfasst 5 Dörfer.

## Dörfer
- Ahdemer
- Drobaty
- Hutawa
- Sorazni
- Wawulitschy